# 扎列戈希區

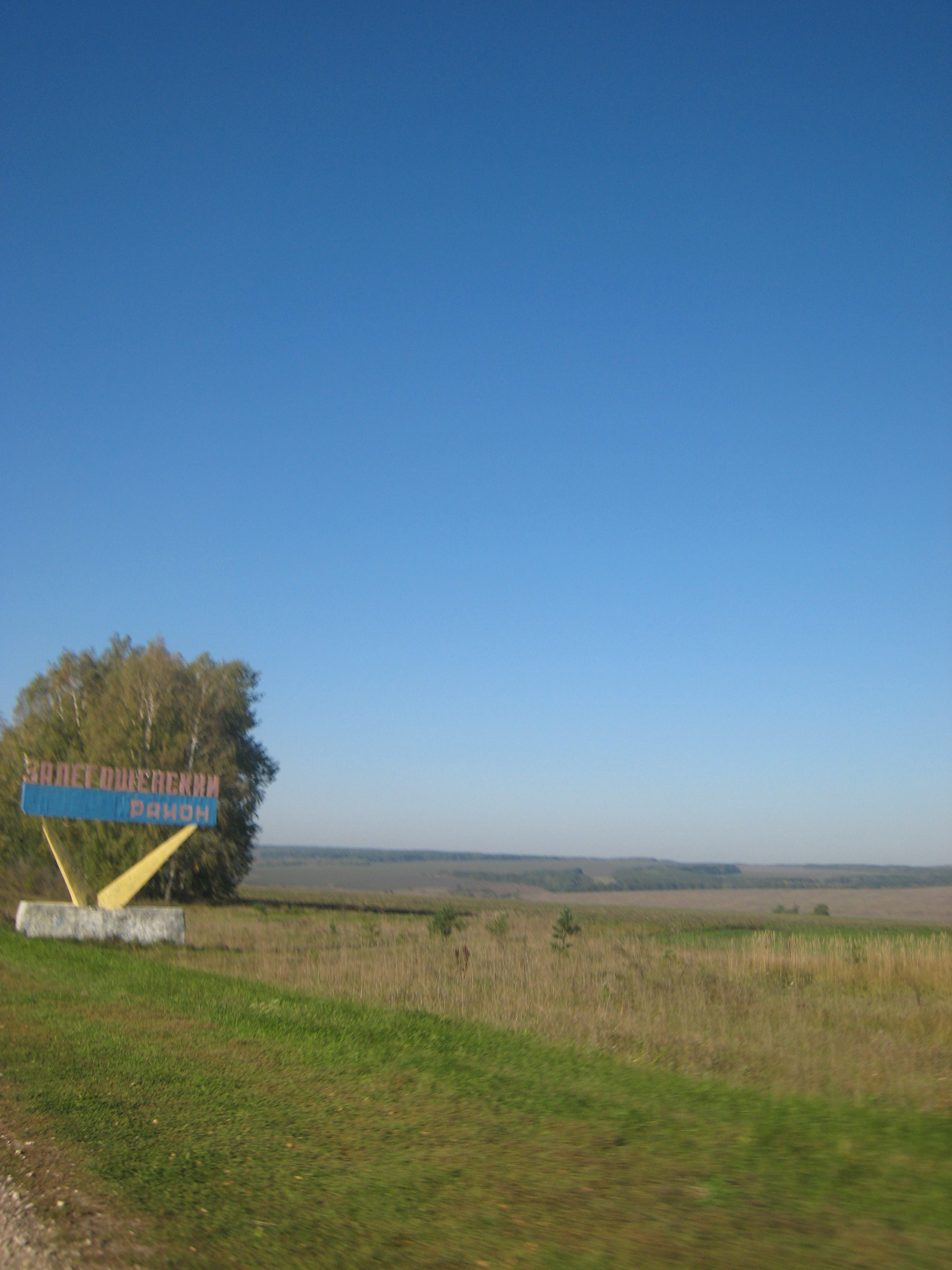

52°54′03″N 36°53′13″E / 52.90083°N 36.88694°E
扎列戈希區（俄语：Залегощенский район），是俄羅斯的一個區，位於該國西南部，由奧廖爾州負責管轄，面積1,138平方公里，2010年人口15,376，人口密度每平方公里13.51人。